# Roberto de Mortain
Roberto de Mortain (c. 1031-9 de diciembre de 1090), hermano uterino de Guillermo el Conquistador, fue un noble normando, señor de Mortain y Cornualles. Hijo de Herluin de Conteville y Arlette de Falaise. En su época llegó a poseer más tierras en Inglaterra que ningún otro señor laico, salvo Roger II de Montgomery.

## Conde de Mortain
Hacia 1030 el duque Roberto I de Normandía arregló el matrimonio de su concubina Arlette (de quien ya habían nacido sus hijos Guillermo y Adelaida) con Herluin de Conteville. De esta unión nacieron Odo de Bayeux (h. 1031) y Roberto de Mortain (probablemente antes de 1040).
Guillermo hizo a Odo obispo de Bayeux entre octubre de 1049 y abril de 1050. Por otra parte, el castillo de Mortain era un sitio estratégico en el límite con Bretaña y Bellême donde el duque necesitaba un vasallo leal. Estaba en posesión de Guillermo Guerlenc, pero Guillermo depuso a éste tras vencer en las batallas de Mortemer (1054) y Varaville (1057) y puso en su lugar a Roberto.
También Bellême era una región fronteriza de dudosa lealtad, pero el matrimonio de la heredera Mabel con Roger II de Montgomery, un primo leal del duque, también redundó en beneficio de Guillermo. Cuando Roberto de Mortain casó con Matilde, la hija de Roger y Mabel, el eje Bellême-Mortain quedó finalmente asegurado, y para 1082, cuando Roberto había ganado el castillo de Gorron, estableció una valiosa avanzada contra las aspiraciones del conde Fulco IV de Anjou.

## La conquista de Inglaterra
Roberto también jugó un rol importante tan pronto como Guillermo emprendió la conquista de Inglaterra. De acuerdo con Guillermo de Poitiers estuvo presente en los consejos del duque previos a la invasión. El Brevis Relatio lo muestra proveyendo 120 barcos para la invasión, más que cualquier otro individuo. En el tapiz de Bayeux está representado junto a Guillermo y Odo mientras cenan tras haber desembarcado en Pevensey. De acuerdo con una carta a favor de la abadía del Monte Saint-Michel, Roberto portó el estandarte de san Miguel en la batalla de Hastings (14 de octubre de 1066).
Durante la Masacre del Norte (1069), quedó junto al conde Roberto de Eu en Lindsey, donde combatió y venció a los invasores daneses.
A partir de entonces, jugó un rol relativamente menor en el gobierno del país que su hermano había conquistado. Guillermo de Malmesbury afirma en su Gesta Regum que Roberto tenía pocas luces, a diferencia de Odo, quien era más bien astuto y animoso. No obstante, Guillermo lo mantuvo como señor de las tierras fronterizas de Mortain, una tarea que un incompetente no podía realizar.

## Sus propiedades en Inglaterra
En Inglaterra recibió del rey propiedades en veinte condados, especialmente en Cornualles, Sussex, alrededor de Londres, en Northamptonshire y Yorkshire.
Obtuvo Pevensey (Sussex), un sitio estratégico, hacia el invierno de 1067-68. Berkhamsted (Hertfordshire), otra plaza de importancia militar, la recibió muy poco después de la conquista. Cornualles, un foco de rebelión en los primeros años que siguieron a Hastings, lo recibió entre 1068 -cuando Matilde de Flandes, esposa del Conquistador, fue coronada reina- y la muerte de Guillermo FitzOsbern, a inicios de 1071. Por tanto, Guillermo volvió a establecer en estos lugares un miembro fiel de la casa de Normandía. Es dudoso que sus posesiones en Yorkshire fueran más que nominales, pues el control sobre el norte fue más teórico que real hasta el reinado de su sobrino Enrique I de Inglaterra.
Tanto en Normandía como en Inglaterra, Roberto persiguió una política agresiva de expansión comercial. Compensó los rindes relativamente bajos de la agricultura en el condado de Mortain, fomentando el desarrollo de ferias y ciudades, y en Inglaterra poseyó al menos cinco mercados.
Es posible que Pevensey sirviera de mercado para la próspera industria local de la sal, un pingüe monopolio del conde: un total de veinticuatro salinas se registran en las mansiones costeras de Roberto.
Roberto tuvo una relación cercana y ambivalente con la Iglesia. De acuerdo con el Domesday Book, tomó propiedades de veinticuatro monasterios ingleses. En Surrey se enriqueció a expensas de los canónigos de la abadía de Waltham, fundación y lugar de entierro del rey Harold. En Sussex, tomó tierras de Christ Church (Canterbury), New Minster (Winchester) y St. John’s (Lewes), e incautó al convento de Wilton la mansión de West Firle, donación de la reina Edith.
En Wiltshire tomó tierras a las monjas de Amesbury. En Somerset tomó la mansión de Tintinhull a Glastonbury y anexionó la mansión de Bishopstone, propiedad de la abadía de Athelney. En Cornualles Roberto tomó tierras de once comunidades religiosas.
En cambio, fue generoso con los monasterios normandos. Prácticamente todas sus donaciones piadosas en Inglaterra fueron a la abadía de Grestain, que su padre Herluin había fundado en 1050, y donde fue enterrada su primera esposa Matilde. Grestain se convertiría en la célula inglesa más grande y uno de los prioratos extranjeros más ricos del país.

## Últimos años
Según Orderico Vital, Roberto estuvo a la cabeza de los consejeros que pidieron a Guillermo, en su lecho de muerte (1087), que liberara a Odo de su prisión perpetua. Conseguido esto, y tras ascender su sobrino Guillermo Rufus al trono inglés, participó con Odo en la rebelión de los barones de 1088. Odo y sus fuerzas se refugiaron en Pevensey, donde fueron sitiados. Roberto intentó sin éxito socorrer la guarnición desde el mar, y cuando se agotaron las provisiones, la guarnición fue obligada a rendirse. Odo marchó al exilio en Normandía, pero Roberto fue perdonado y recibió de vuelta sus propiedades confiscadas.
Murió en 1095, y fue enterrado en el monasterio familiar de Grestain, donde yacían sus padres y su primera esposa.
Aunque fue uno de los magnates más grandes de Inglaterra, pasó poco tiempo en sus nuevas posesiones, y fue en esencia un terrateniente absentista, sin comprometerse en la política inglesa como lo hicieron Roger de Montgomery o Guillermo FitzOsbern. Fue leal a su hermano Guillermo y luego al hijo mayor de éste, Roberto Courteheuse. A su muerte había establecido un amplio “imperio” que iba del norte de Inglaterra hasta el condado de Maine en Francia.
Sus propiedades pasaron a su hijo Guillermo, que se mostraría un partidario de Courteheuse igual de incondicional: se unió a la rebelión contra su primo el rey Enrique I y luchó contra él en la batalla de Tinchebray (1106), donde fue capturado. Liberado sólo para entrar en un monasterio, murió (1130) en el priorato de Bermondsey, sin heredero.